# Xenofrea cretacea
Xenofrea cretacea là một loài bọ cánh cứng trong họ Cerambycidae.